# Sikaiana laelaps
Sikaiana laelaps är en insektsart som beskrevs av Ronald Gordon Fennah 1970. Sikaiana laelaps ingår i släktet Sikaiana och familjen Derbidae. Inga underarter finns listade i Catalogue of Life.